# HD 119850
HD 119850 — одиночная звезда, которая находится в созвездии Волопас на расстоянии около 17,6 световых лет от Солнца. Это одна из ближайших к нам звёзд.

## Характеристики
HD 119850 — тусклая звезда 8,47 величины, не видимая невооружённым глазом. Это относительно холодный красный карлик, имеющий массу, равную 53 % массы Солнца. Звезда была открыта Жозефом Лаландом, французским астрономом, и впервые её данные были опубликованы в 1801 году, поэтому в астрономической литературе можно встретить её под наименованием Лаланд 25372. HD 119850 — вспыхивающая звезда, то есть она спонтанно, непериодически увеличивает собственную светимость в несколько раз. Планет в данной системе пока обнаружено не было.